# Pepi Morgia
Gian Luigi Maria Morgia dei conti di Francavilla, noto con lo pseudonimo Pepi Morgia, a volte riportato come Pepimorgia (Genova, 11 settembre 1950 – Genova, 19 settembre 2011), è stato un regista e designer italiano.

## Biografia
Cresce a Genova, città in cui si diploma all'Accademia di belle arti in scenografia. Inizia l'attività professionale nel 1970, dapprima come tecnico delle luci e in seguito come regista; entra nel mondo musicale nel 1973, lavorando per Le Orme.
A partire dal 1975 è il regista e il tecnico luci di tutte le tournée realizzate da Fabrizio De André (suo amico, che chiamava Morgia con i soprannomi principe anarco-monarchico, Capitan Fracassa e Corsaro Nero), compresa quella realizzata nel 1978 con la Premiata Forneria Marconi e tutte quelle da cui sono tratte videocassette e DVD; è anche regista degli spettacoli televisivi realizzati da alcuni tour.
Sempre nel 1975 è tra i fondatori, a Genova, della cooperativa del Teatro della Tosse (che, dopo un'attività ventennale, ha vinto il Premio Speciale Ubu per l'attività di ricerca.).
Oltre che con De André, ha lavorato con moltissimi altri grandi nomi della musica leggera italiana ed estera, seguendo come regista le tournée e gli spettacoli teatrali; tra i tanti ricordiamo Ornella Vanoni, Gino Paoli, Claudio Baglioni, Paolo Conte, Ivano Fossati, Patty Pravo, Pino Daniele, Fiorella Mannoia, Mireille Mathieu, Elton John, David Bowie, Roxy Music, Genesis.
Nel 1992 si occupa della regia dello spettacolo di Mia Martini "Per aspera ad astra": da uno dei concerti del tour, quello del 15 maggio 1992 presso il Teatro Nazionale di Milano, viene tratta nel 1996 una VHS, ristampata in DVD nel 2004.
Sempre nel 1992 viene nominato Ambasciatore del Principato di Seborga (di cui è divenuto cittadino due anni prima) a Roma.
L'anno successivo è il regista del tour mondiale di Zucchero, mentre nel 1994 segue il ritorno sulle scene di Adriano Celentano.
A Torino si occupa, nel 1996, dell'illuminazione della Sacra Sindone, nel Duomo di Torino, in occasione dell'ostensione di quell'anno. Nel corso degli anni ha lavorato per l'Expò di Siviglia del 1992, per l'Expò di Lisbona del 1998 e per l'Expò di Hannover del 2000.
Nel 2000 viene nominato Direttore Artistico del Festival Nazionale dell'Umorismo Cabaret Amore Mio!, che si svolge a inizio agosto nella città marchigiana di Grottammare, ed in tale veste segue tutte le successive edizioni fino alla scomparsa.
Viene nominato nel 2004 Direttore Artistico del Comune di Sanremo, ed in tale veste segue tutte le successive edizioni del Festival di Sanremo.
Nel febbraio 2007 segue il ritorno sulle scene insieme di Lucio Dalla e Ron, in uno spettacolo accompagnato da un'orchestra d'archi, dal violinista Lino Cannavacciuolo e dalla compagnia di mimo e danza Kataklò Nel 2009, in occasione dei dieci anni dalla morte di Fabrizio De André, cura, insieme a Guido Harari, Vincenzo Mollica e Vittorio Bo, l'evento "Fabrizio de Andrè. La mostra" a Genova e a Nuoro. Nel 2009/2010 è il regista del tour di Cristiano De Andrè "De Andrè canta De Andrè". Nel 2010 si occupa dell'allestimento della mostra Sanremo story. 60 anni di musica italiana, sulla Storia del Festival di Sanremo,prodotta da Vincenzo Russolillo per Gruppo Eventi mostra che viene presentata anche in Israele e in Russia.
Sempre nello stesso anno è regista del tour del cantautore Sergio Cammariere.
Dopo la scomparsa del Principe Giorgio I, si è candidato alla carica elettiva di principe di Seborga, senza però riuscire ad essere eletto.
Da gennaio 2011 è regista del tour di Francesco Baccini "Baccini canta Tenco".
Il 9 settembre 2011 molti quotidiani hanno riportato la notizia secondo la quale il regista sarebbe stato da più giorni ricoverato a Genova (in condizioni gravi) per problemi al fegato e per febbre alta e prolungata. In ospedale il 13 settembre 2011 Don Gallo celebra il matrimonio spirituale tra Pepi e Patrizia Tenco. Morgia muore la mattina del 19 settembre all'età di 61 anni.